# Don Giovanni
Don Giovanni (títol complet: Il dissoluto punito, ossia il Don Giovanni, literalment «El llibertí castigat, o Don Giovanni»), K. 527, és una òpera en dos actes amb música de Wolfgang Amadeus Mozart i llibret de Lorenzo da Ponte, inspirat en el llibret de Giovanni Bertati per a una òpera de Giuseppe Gazzaniga (Don Giovanni Tenorio, o sia Il convitato di pietra, Venècia, 1787) i basat llunyanament en El burlador de Sevilla y convidado de piedra, durant molt de temps atribuïda a Tirso de Molina, però que recentment s'ha vist que sembla que és d'un autor italià de la mateixa època. Va ser estrenada al Teatre Nostic, avui Teatre dels Estats, de Praga el 29 d'octubre de 1787.
L'associació Mozart i Da Ponte va produir tres obres mestres: Les noces de Fígaro (1786), Don Giovanni (1787) i Così fan tutte (1790). És el que s'anomena la trilogia Da Ponte, en que la música del primer va multiplicar l’impacte gràcies als textos del poeta.
A Sevilla, Don Giovanni intenta seduir Donna Anna, però acaba lluitant i matant el seu pare, el Comanador. Això desencadena una sèrie de situacions en les quals Don Giovanni intenta seduir diverses dones i evitar els seus furiosos promesos, tot amb l'ajuda del seu criat Leporello. Finalment, el fantasma del Comanador vindrà a emportar-se Don Giovanni, que mai no es penedirà de les seves accions malvades.
Entre les nombroses òperes basades en el mite de Don Joan, Don Giovanni és considerada la més reeixida, sense possible comparació amb la resta. El llibret de Da Ponte va ser anomenat, com molts a la seua època, dramma giocoso: en què «giocoso» fa referència al seu caràcter còmic, mentre que «dramma» significa simplement un text operístic, abreviatura de dramma per musica. Mozart va considerar-la una opera buffa.
El filòsof danès Søren Kierkegaard, en la seva obra Enten/Eller (O bé... o bé...), argüeix que el Don Giovanni de Mozart és l'obra d'art més gran mai produïda. El finale, en què Don Giovanni refusa penedir-se, ha esdevingut un captivador tema artístic i filosòfic per a molts escriptors, incloent-hi George Bernard Shaw, qui, a Home i super-home, va parodiar l'òpera fent esment explícit a la partitura de Mozart per a l'escena final entre el comanador i Don Giovanni.
L'any 1979 se'n va fer una adaptació cinematogràfica dirigida per Joseph Losey. Entre els millors intèrprets del paper principal de Don Giovanni, cal destacar els baixos Ezio Pinza, Cesare Siepi i Norman Treigle, i els barítons Dietrich Fischer-Dieskau i Thomas Hampson.

## Origen i context

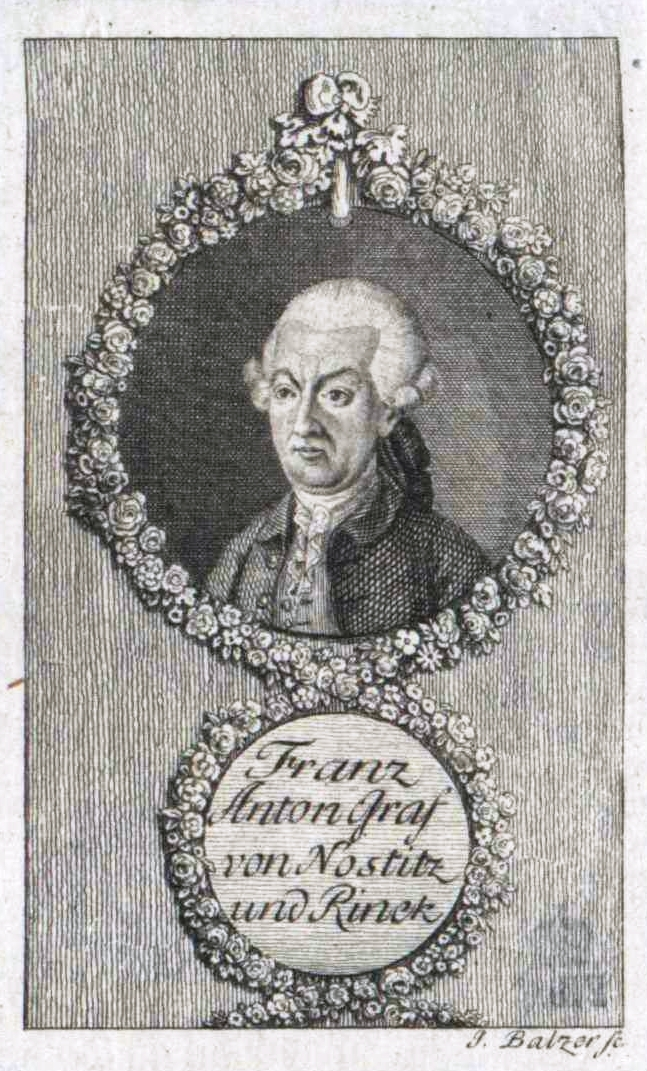
El mecenes František Antonín Nostic-Rieneck, que va fer construir el teatre que va portar el seu nom els primers anys (també Nostitz, alemanyitzat)

El nou Teatre Nostic, construït el 1783 pel mecenes František Antonín Nostic-Rieneck, era en aquell moment sota la direcció de l'empresari italià Pasquale Bondini. Bondini havia quedat fascinat per l'èxit aconseguit a Praga per Le nozze di Figaro, que va superar el de Viena, va convidar Mozart i el llibretista a Praga per experimentar "in situ" com la música d'aquesta òpera ressonava a totes les hores per tota la ciutat. En aquesta estada, i després d'oferir un concert de piano al Nationtheater, un espectador li va demanar a Mozart que interpretés alguna peça de Le Nozze. Mozart va improvisar al piano fins a mitja hora de variacions sobre el tema No più andrai, farfallone amoroso.
Mozart va quedar sorprès per l'acollida i va acceptar la demanda de l'empresari per escriure una nova òpera per al Teatre Nostic. De tornada a Viena, Mozart va sol·licitar a Da Ponte un argument per a una nova òpera, amb la intenció, possiblement, d'estrenar-la directament a Praga. Però l'encàrrec de Mozart a Da Ponte no va arribar sol: també Martín i Soler i Salieri festejaven per aquell temps a Da Ponte per aconseguir de la seva reeixida inspiració literària una font doni inspiració musical. Da Ponte relata a les seves memòries que Mozart li va delegar l'elecció del tema. Per buscar un llibret ràpid, va recordar que recentment s'havia estrenat a Venècia una òpera d'un sol acte del famós compositor italià Giuseppe Gazzaniga, basada en el tema de "Don Giovanni". Davant d'aquesta inspiració, els dos artistes van optar per prendre aquest mateix tema i donar-li un tractament més sofisticat i elaborat, per imitar la dimensió de Le nozze di Figaro.

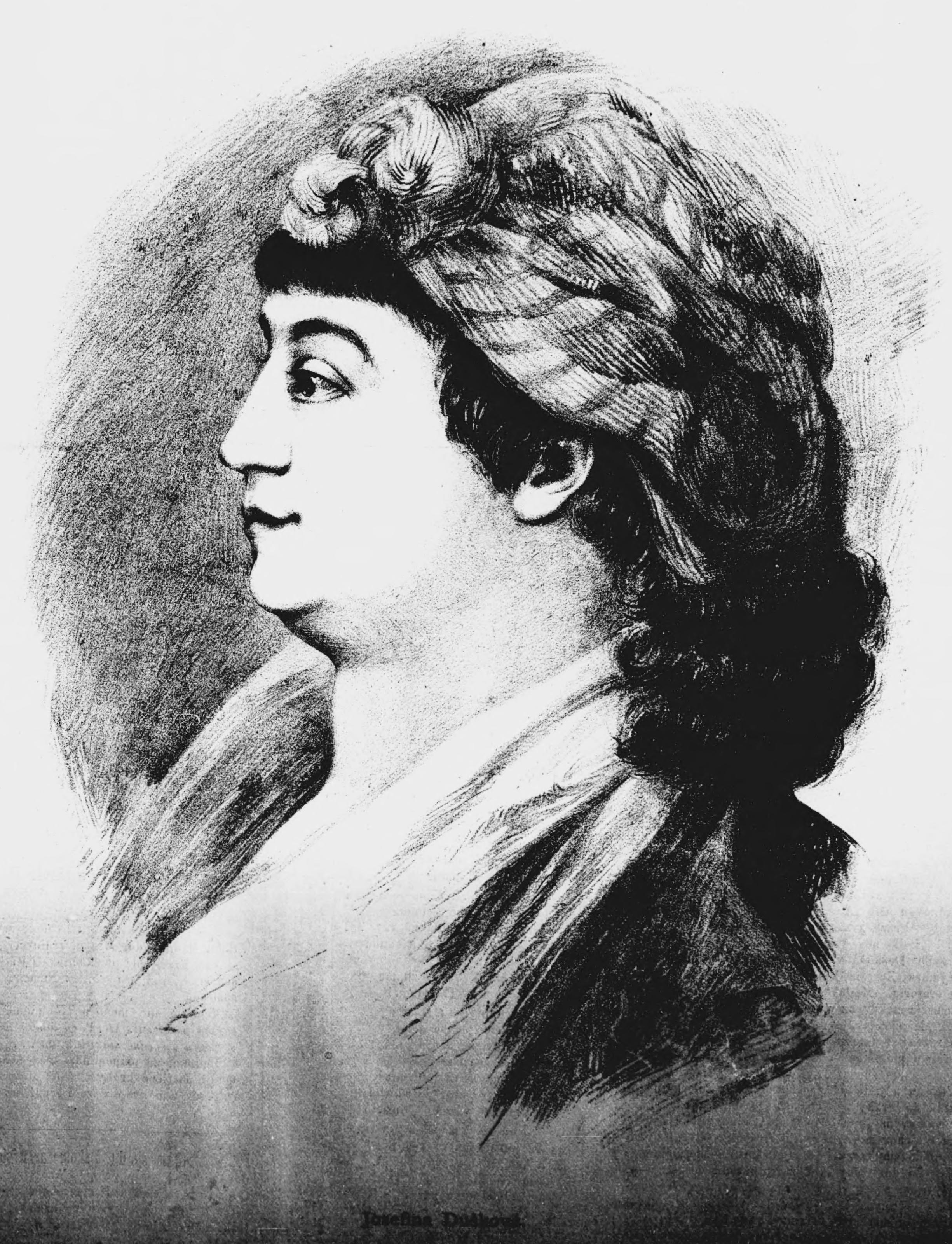
Josepha Duschek, gran amiga de Mozart. Sembla que Mozart i la seva esposa es van allotjar a casa seva per acabar Don Giovanni

Per poder compondre l'òpera amb comoditat, Mozart i la seva esposa van acceptar la invitació d'un compositor amic, František Xaver Dušek i la seva esposa la soprano Josepha Duschek, gran amiga de Mozart, a la seva confortable vil·la Bertramka a Košíře, als afores de Praga.
El llibret va ser enllestit el juny de 1787. Els Mozart van anar passant els dies a la vil·la perquè l'estrena, que s'havia fixat per al dia 15, finalment es va haver de retardar fins al 29 d'octubre per les típiques raons teatrals (malalties, incompliment de les tasques de preparació, etc.). Mozart va retocar la partitura fins al dia abans de l'estrena. De fet, Mozart va deixar l'obertura pel final de tot, tal com se solia fer aleshores. Els músics no van rebre les partitures fins a la nit abans de l'estrena, i van tenir temps només de fer una sola lectura abans de l'estrena.

## Representacions
L'òpera va ser estrenada a Praga, al que llavors s'anomenava Teatre Nostic, el 29 d'octubre de 1787 (en aquell temps dirigit per l'italià Francesco Piticchio amb el títol complet de Il Dissoluto Punito ossia il Don Giovanni Dramma giocoso in due atti. L'estrena va ser un èxit i hi va haver crítiques favorables fins i tot a la premsa local. Llavors, l'emperador va acceptar que també es fes Don Giovanni a la seva cort de Viena l'any següent. En l'estrena vienesa, el 7 de maig de 1788, s'hi van afegir els següents números amb els corresponents recitatius: l'ària de Don Ottavio Dalla sua pace al primer acte (composta el 24 d'abril per al tenor Morella, K. 540a), l'ària d'Elvira Mi tradi quell'alma ingrata pel segon acte (composta el 30 d'abril per a la soprano Cavalieri, K. 540c) i el duet entre Leporello i Zerlina Per queste tue manine (compost el 28 d'abril, K. 540b). Mozart va escriure Dalla sua pace perquè el tenor que havia de cantar el Don Ottavio a Viena no es veia en cor de cantar Il mio tesoro.
Pel caràcter pròxim al romanticisme del tema, aquesta va ser l'única òpera de Mozart que es va fer algunes vegades durant el segle xix, quan la música de Mozart es «venerava» però no es feia quasi mai. A Catalunya hi va haver un intent de fer-la el 1824 però va ser prohibida per la censura. No es va estrenar fins al 18 de desembre de 1849 al Teatre Principal de Barcelona. Va ser un fracàs amb dues úniques representacions perquè va ser molt mal representada. Els crítics van elogiar la música del compositor, però van condemnar al llibretista en considerar l'adaptació del tema com indecent. En el famós drama de Zorrilla, Don Juan Tenorio (1844), el llibertí, impulsat per la virginal Inés, acabava penedint-se en l'últim moment i anava al cel amb ella. El 21 de febrer de 1866 es va tornar a presentar a Barcelona, al Gran Teatre del Liceu, aquesta vegada amb més dignitat i millor acollida. Des de llavors s'han fet 67 representacions i a poc a poc va anar apareixent en les programacions del Liceu (1874, 1880).
En el segle xx les coses van canviar i avui dia Don Giovanni és considerada una obra mestra. El número de conjunt final va ser omès generalment fins a mitjan segle xx, i no apareix al llibret vienès de 1788. Mozart també va fer-ne una versió reduïda. No obstant això, el número de conjunt s'interpreta complet avui dia. Un altre costum tradicional era tallar l'ària de Don Ottavio Il mio tesoro, que va ser substituïda en l'estrena vienesa pel tenor Francesco Morella per Dalla sua pace. Actualment, se solen ometre sovint alguns dels números addicionals compostos per a l'estrena vienesa.

## Argument

### Acte I
Lloc: Sevilla.
Temps: el segle xvi.
El jardí del comanador. Leporello està vigilant al costat de la casa de Donna Anna. Don Giovanni, l'amo de Leporello, ha penetrat en la casa per a seduir Donna Anna. (ària de Leporello: «Notte e giorno faticar» Treballe nit i dia) Apareix Donna Anna, percaçant a un emmascarat Don Giovanni. Donna Anna vol descobrir la identitat de l'atacant i crida demanant auxili. (Trio: «Non sperar, se non m'uccidi» - No fugiràs, si no em mates) El comanador, pare de Donna Anna, apareix i repta Don Giovanni a un duel. Mentre Donna Anna corre a la recerca d'ajuda Don Giovanni fereix el comanador, donant-li mort, i fuig sense ser reconegut. Poc després aplega Donna Anna amb el seu promès, Don Ottavio. Donna Anna es mostra horroritzada i Don Ottavio li jura venjar la mort de son pare. (Duet: «Fuggi, crudele fuggi» – Fuig, cruel, fuig)
Canvi d'escena: una plaça pública davant del palau de Don Giovanni. Don Giovanni i Leporello arriben i escolten a una dona lamentant-se que ha estat recentment abandonada i desitjant venjar-se (ària de Donna Elvira:«Ah, chi mi dice mai» – Ah!, qui hauria de dir-me!) Giovanni comença a flirtejar amb ella, però quan li veu el rostre, reconeix en ella a una recent conquesta, Donna Elvira. En adonar-se, espenta Leporello cap endavant perquè conte a Elvira la veritat, i fuig. Leporello intenta consolar Elvira desenrotllant una llista dels amors de Don Giovanni. Còmicament dicta el nombre d'amants que el seu amo ha tingut i els seus països d'origen: 640 a Itàlia, 231 a Alemanya, 100 a França, 91 a Turquia i 1.003 a Espanya. (ària de Leporello: «Madamina, il catalogo è questo» – Senyoreta, aquest és el catàleg.) En un recitatiu sovint tallat, Elvira clama venjança.
Quan Donna Anna surt, apareix la comitiva nupcial de Masetto i Zerlina. Don Giovanni i Leporello arriben poc després. Don Giovanni se sent immediatament atret per Zerlina, i intenta desfer-se'n del gelós Masetto oferint-los la celebració de les seues noces al seu palauet. Masetto, en adonar-se que les intencions de Don Giovanni són les de trobar la manera d'estar a prop de Zerlina, mostra el seu enuig (Masetto aria: «Ho capito! Signor, sì» – He comprès! Sí senyor.) Don Giovanni i Zerlina queden sols. Ell comença immediatament a desplegar les seues arts de seducció. (Duet: «Là ci darem la mano» – Ens donarem la mà.)
Elvira arriba i interromp la seducció (Elvira aria: «Ah, fuggi il traditor» – Fuig del traïdor!) Després arriben Ottavio i Anna, tramant la seua venjança contra l'encara desconegut assassí del pare d'Anna. Aquesta, inconscient que està parlant amb el seu mateix atacant, li demana el seu ajut. Aquest l'hi promet de tot cor, preguntant-li amb interès quin home seria capaç de torbar la seua pau - òbviament, Don Giovanni encara busca l'oportunitat de seduir Donna Anna. Però avui no és el dia de Don Giovanni, Donna Elvira torna i anuncia la recent traïció del cavaller. Don Giovanni contenta a les seues acusacions dient a Ottavio i Anna que Elvira està boja. (Quartet: «Non ti fidar, o misera» – No t'hi refies, oh pobra!) En el moment en què Don Giovanni se'n va, expressant el seu jurament de trobar l'assassí del comanador, Anna de sobte reconeix en ell el seu atacant, i l'assassí de son pare. (ària d'Anna: «Or sai chi l'onore» –Ja sé qui l'honor…) Don Ottavio no acaba de creure's l'acusació de Donna Anna (ària d'Ottavio: «Dalla sua pace» –De la seva pau)
Leporello, encara mig determinat a anar-se'n, informa Don Giovanni que tots els convidats de la boda camperola es troben al seu palau, que havia estat capaç de distreure Masetto de la seua gelosia, però que el retorn de Zerlina després de l'episodi de seducció ho havia malbaratat tot. Don Giovanni, això no obstant, es troba molt feliç i encarrega a Leporello que organitze una festa. (Ària del champagne de Don Giovanni: «Fin ch'han del vino» –Finalment, amb el vi.) Se'n va corrents al palau.
Zerlina segueix al gelós Masetto i tracta de calmar-lo. (Ària de Zerlina: «Batti, batti o bel Masetto» –Colpeja'm, oh estimat Masetto.) Tot just quan ha aconseguit persuadir-lo de la seua innocència, els sorprèn la veu Don Giovanni i Zerlina desitja fugir. La confiança de Masetto s'evapora en un instant, el gelós nuvi s'amaga i espera per a veure per si mateix el capteniment de Zerlina amb Don Giovanni. Zerlina intenta amagar-se, però és en va: Don Giovanni comença de nou el procés de seducció fins que ensopega amb Masetto. Confús però ràpidament recuperat, Giovanni manifesta que Zerlina estava molt trista lluny de Masetto, i li la torna temporalment. Després acompanya la parella fins a la cambra nupcial, que ha estat luxosament decorada, i Leporello també invita a tres convidats emmascarats, els disfressats Elvira, Ottavio i Anna, que han vingut a capturar Don Giovanni, a ser possible, tot just enmig d'un intent de cometre un nou crim.
Canvi d'escena: sala de ball. Don Giovanni, enmig d'un alegre ball, s'emporta Zerlina, mentre Leporello entreté Masetto. Quan se sent un crit de socors de Zerlina, Leporello surt corrents per ajudar el seu amo. Don Giovanni intenta confondre els presents empenyent el seu criat fins a la sala de ball, apuntant-lo amb l'espasa, acusant-lo d'intentar seduir Zerlina. Elvira, Ottavio i Anna es lleven les màscares i manifesten que ara ells ja coneixen tota la veritat. Els convidats no creuen la versió de Don Giovanni, i l'ataquen, però ell lluita contra la multitud i aconsegueix fugir…

### Acte II
Junt a la casa de Donna Elvira. Leporello amenaça de deixar Don Giovanni, però aquest el convenç que no ho faça oferint-li diners. (Duet: «Eh via buffone» –Anem, bufó.) Giovanni, volent seduir la criada d'Elvira, persuadeix a Leporello perquè intercanvien la capa i el barret. Elvira guaita per la finestra. (Trio: «Ah taci, ingiusto core» Ah, calla, cor injust.) Veient la possibilitat d'una malifeta, Giovanni s'amaga, deixant Leporello al peu de la finestra i amb la seua roba, i canta des del seu amagatall la seua promesa de penediment i el seu desig de tornar amb Elvira. Elvira, convençuda, baixa al carrer. Evidentment confon Leporello amb Don Giovanni i ambdós surten de l'escenari. Mentrestant, Don Giovanni aprofita per a seduir la criada, acompanyant-se a si mateix amb la mandolina. (Ària de Don Giovanni: «Deh vieni alla finestra» Ah, surt a la finestra.)
Abans que Don Giovanni puga acabar el procés de seducció de la criada, arriba Masetto acompanyat dels seus amics, a la recerca de Don Giovanni. Don Giovanni (vestit com Leporello) els convenç que també ell vol a Don Giovanni mort i se suma a la patrulla. Després de convéncer la patrulla que cal separar-se (Ària de Don Giovanni: «Metà di voi qua vadano» La meitat de vosaltres per ací.), «confisca" totes les armes de foc i colpeja a un desarmat Masetto, fugint amb una estrepitosa rialla. Zerlina arriba i consola Masetto. (Ària de Zerlina: «Vedrai carino» –Veniu estimat.)
Canvi d'escena: en un pati fosc, Leporello abandona Elvira. (Sextet: «Sola, sola in buio loco» Sola en aquest lloc fosc.) Quan Leporello intenta fugir, arriben Anna i Ottavio. Ottavio intenta consolar Anna de les seues penes. Just quan Leporello està a punt de sortir per la porta, que ha tardat bastant a trobar en la foscor, Zerlina i Massetto l'obren i entren, veient-lo en la seua disfressa de Don Giovanni i capturant-lo abans que puga fugir. Quan Anna i Ottavio se n'adonen, s'acosten a Leporello, amenaçant-lo de mort. Elvira intenta protegir l'home que ella creu que és Don Giovanni, declarant que és el seu promès i suplicant pietat. Els altres quatre la ignoren, mentre que Leporello es treu la capa per a mostrar la seua vertadera identitat. Davant el desconcert i la confusió general, Leporello aprofita per a fugir. (Ària de Leporello: «Ah pietà signori miei» –Ah, pietat senyors meus.) Amb tots aquests esdeveniments, Ottavio ha acabat per convéncer-se de la culpabilitat de Don Giovanni i, per tant, jura venjar-s'hi (Ària d'Ottavio: «Il mio tesoro» El meu tresor.) i Elvira està furiosa amb Don Giovanni per haver-la enganyat una altra vegada. (Ària d'Elvira: «Mi tradì quell'alma ingrata» –Em va trair aquella ànima ingrata.)
Canvi d'escena: un cementeri amb una estàtua del comanador. Leporello li conta a Don Giovanni la seua recent experiència que gairebé li ha costat la vida, però Don Giovanni se'n riu, comparant-la amb el seu recent episodi de quasi-èxit en la seducció d'una criada enamorada de «Leporello". Leporello no ho troba divertit, però Don Giovanni riu davant de les protestes del seu criat. La veu de l'estàtua adverteix Don Giovanni que les seues rialles no duraran fins a l'alba. A petició del seu amo, Leporello llegeix la inscripció del pedestal: «Ací espera la venjança el meu assassí. El criat tremola, però el despreocupat Don Giovanni li ordena que convide l'estàtua a sopar, amenaçant-lo de mort si no ho fa. (Duet: «Oh, statua gentilissima» Oh estàtua gentilíssima.) L'estàtua assenteix amb el cap i respon, «Sí».
Canvi d'escena: habitació de Donna Anna. Ottavio pressiona Anna perquè es case amb ell, però Donna Anna considera inapropiat casar-s'hi amb la mort de pare tan recent. Ell l'acusa de ser cruel, i ella li assegura que l'estima i que li és fidel. (Anna aria: «Non mi dir» –No em digues.)
Canvi d'escena: habitacions de Don Giovanni. Giovanni gaudeix de l'abundància d'un gran àpat animat amb música (durant el qual l'orquestra interpreta música contemporània de l'òpera, finals del segle xviii—incloent-hi una referència a l'ària «Non più andrai» de Le nozze di Figaro de Mozart, i una altra a l'òpera «Una cosa rara» de Martín i Soler– mentre Leporello serveix. (Finale «Già la mensa preparata» –Ja està prepararat el sopar.) Apareix Elvira, dient que ja no sent ressentiment vers Don Giovanni, només pietat. («L'ultima prova dell'amor mio» –La darrera prova del meu amor.) Giovanni, sorprès per l'absència d'odi, li pregunta què vol. La desesperada petició d'Elvira que canvie de vida troba només aquesta resposta: «Brava!», amb la qual Don Giovanni la menysprea i la ignora, argüint després que el vi i les dones són «l'essència i la glòria de la humanitat». Ferida i angoixada, Elvira es rendeix i se'n va. Poc després, se senten els seus crits fora dels murs de palau i torna a entrar, fugint per una altra porta. Giovanni ordena Leporello que veja què l'ha esglaiada, i després de sortir, el criat també fa un crit i torna a la cambra amb la notícia que l'estàtua ha aparegut, tal com havia promès. Se sent un ominós repic a la porta. Leporello, paralitzat d'horror, no pot obrir, de manera que Don Giovanni obre ell mateix la porta, on està l'estàtua del comanador. («Don Giovanni! a cenar teco m'invitasti» –Don Giovanni! Em vas convidar a sopar amb tu.) L'estàtua exhorta al despreocupat malvat a penedir-se del seu abjecte estil de vida, però Don Giovanni hi refusa fèrriament. L'estàtua s'afona en la terra i arrossega Don Giovanni amb ella. Se sent l'eixordador soroll del foc de l'infern que envolta Don Giovanni, fins que les flames se l'empassen.
Donna Anna, Don Ottavio, Donna Elvira, Zerlina, i Masetto arriben i cerquen el malvat. Troben al pobre Leporello sota la taula, immobilitzat per l'horror del que ha vist, el que no tarda a descriure als altres. Atès que el problema s'ha resolt, Anna i Ottavio decideixen esperar un any de dol abans de casar-se. Elvira passarà la resta de la seua vida en un convent. Finalment Zerlina i Masetto aniran a casa a sopar i Leporello anirà a la taverna a buscar un nou amo. El cor final expressa la moral de l'òpera - «Així acaba qui va ser dolent. La mort d'un pecador sempre reflecteix la seua vida.
Aquest conjunt sovint era omès en el passat per alguns directors que manifestaven que el cor final mai no va ser considerat realment part de l'òpera. Aquesta percepció no ha sobreviscut, i actualment gairebé sempre s'interpreta.

## Anàlisi musical
Don Giovanni és una òpera bufa, un dramma giocoso, però cap dels elements que apareixen a l'obertura i a la introducció pertanyen a cap de les formes convencionals a què ens té acostumats l'òpera bufa fins aquell moment. Tampoc la intensitat, l'energia i la motivació dramàtiques s'havien mostrat d'una manera tan eloqüent en les primeres escenes d'un drama com aquí. Des de l'obertura, l'òpera s'enfronta a totes les regles dramàtiques, de la mateixa manera que Don Giovanni s'enfronta a totes les regles de la convivència i convencions de la societat.
Don Giovanni fou poc representada durant el segle xix per un problema suscitat pels canvis estètics dels anys que anaven passant: el final. Quan Don Giovanni se n'ha anat a l'infern, l'estètica romàntica demanava que l'obra acabés aquí. En aquesta època mai haurien aparegut al final tots els que volien castigar el llibertí per passar una bona estona resolent els seus propis conflictes per acabar alliçonant el públic amb el «Questo è il fin di chi fa mal» (Aquest és el final de qui fa mal). Mozart i Da Ponte no van concebre una història romàntica, sinó un "dramma giocoso", una òpera còmica, i el personatge de Leporello és clarament un criat còmic al més pur estil. No tots van entendre aquest punt de vista i, fins i tot avui, alguns el mantenen. En algunes representacions, es talla l'obra en aquest punt, prescindint de vint minuts de la música de Mozart.

## Àries famoses
Acte I
- Madamina, il catalogo è questo (L'ària del catàleg), Leporello
- Ho capito, signor sì, Masetto
- Là ci darem la mano (duet), Don Giovanni, Zerlina
- Or sai chi l'onore, Donna Anna
- Dalla sua pace, Don Ottavio
- Fin ch'han dal vino (L'ària del champagne), Don Giovanni
- Batti, batti, o bel Masetto, Zerlina

Acte II
- Deh vieni alla finestra (Serenata), Don Giovanni
- Metà di voi qua vadano, Don Giovanni
- Vedrai, carino, Zerlina
- Il mio tesoro intanto, Don Ottavio
- Mi tradì quell'alma ingrata, Donna Elvira
- Non mi dir, bell'idol mio, Donna Anna

## Don Giovannii altres compositors
La gran popularitat de Don Giovanni ha provocat un gran nombre de cites i adaptacions per part d'altres compositors. La més famosa i probablement la més significativa des del punt de vista musical és la fantasia Réminiscences de Don Juan de Franz Liszt. El minuet del finale de l'Acte I també fa una aparició incongruent en la Fantasie on Two Motives from Mozart's «Marriage of Figaro» de Liszt, i Sigismund Thalberg utilitza el mateix minuet, en companyia de «Deh vieni alla finestra», en la seva Grand Fantaisie sur la serenade et le Minuet de Don Juan, Op. 42. «Deh vieni alla finestra» també apareix en el Klavierübung de Ferruccio Busoni, sota el títol «Variations-Studie nach Mozart» (Estudi de variacions sobre Mozart). Beethoven, Danzi i Chopin van escriure variacions sobre el tema del duet entre Don Giovanni i Zerlina, «Là ci darem la mano».
La música de Don Giovanni també s'ha usat en un gran nombre de pel·lícules, incloent-hi It Happened in Brooklyn, Parting Glances, Some Girls, Madagascar Skin, Il Cermonie, i The Bonfire of the Vanities. L'ària «Il mio tesoro» s'utilitza com a tema principal de la comèdia clàssica d'Ealing Kind Hearts and Coronets. A més, «Là ci darem la mano» sona a El festí de Babette entre la virginal dona protagonista, Philippa, i el seu pretendent, el cantant d'òpera Achille Papin, en un moment d'indecisió romàntica que evoca la mateixa circumstància de l'òpera.